# Olios hoplites
Olios hoplites är en spindelart som beskrevs av Lodovico di Caporiacco 1941. Olios hoplites ingår i släktet Olios och familjen jättekrabbspindlar.
Artens utbredningsområde är Etiopien. Inga underarter finns listade i Catalogue of Life.